# George Horse-Capture
George Paul Horse Capture (20 d'octubre de 1937 - 16 d'abril de 2013) (Gros Ventre) fou un antropòleg, activista i escriptor estatunidenc que fou un dels primers amerindis a ser nomenat curador d'un museu al Plains Indian Museum a Cody (Wyoming). Treballà durant una dècada al Museu Nacional dels Indis Americans, durant la planificació del nou edifici al Mall a Washington DC. Fou membre registrat de la tribu A'aninin (Gros Ventre).

## Primers anys i educació
George Horse Capture va néixer entre els A’aninin (Gros Ventre) a una cabanya a Fort Belknap, situada al centre-nord de Montana, vora Harlem. És membre registrat de la tribu. Quan era nen, va viure amb l'àvia materna i els seus cosines a la reserva índia de Fort Belknap. Quan hagué de fer estudis secundaris, es traslladà a Butte (Montana), on va viure amb la seva mare. Després de graduar-se, es va unir a la U.S. Navy, on hi serví quatre anys.
Després de deixar la Marina, Horse Capture treballà durant cinc anys com a ajudant de soldador, i esdevingué Inspector d'Acer per al Departament de Recursos d'Aigua de Califòrnia; era «l'únic membre d'una minoria en aquell temps a l'estat de Califòrnia». Va participar en l'ocupació de l'illa d'Alcatraz el 1969. Va captar l'atenció nacional per a l'activisme i qüestions ameríndies. Es va matricular a la Universitat de Califòrnia a Berkeley, on va obtenir una llicenciatura en antropologia.

## Carrera acadèmica
Horse Capture va tornar a Montana, on va exercir com a professor adjunt d'Estudis Amerindis a la Universitat Estatal de Montana a Bozeman. També va ensenyar a Great Falls i va obtenir un master en història a aquella Universitat.
El 1979 va ser contractat com a primer conservador del Plains Indian Museum al Buffalo Bill Historical Center de Cody, Wyoming; va ser un dels primers amerindis a servir com a conservador de museu als EUA. Fou acreditat que va dirigir el museu amb "prominència nacional."
| « | Ell "donaria al seu poble una veu sense precedents en la forma en què podria presentar el seu patrimoni i els seus artefactes." Durant el seu mandat, George va organitzar importants exposicions com "Wounded Knee: No ho oblidem" i "Powwow". També va organitzar els Seminaris dels Amerindis de les Planures que van permetre a amerindis i anglos intercanviar idees i presentar nou material acadèmic. George va treballar en estreta col·laboració amb les tribus indígenes de les planes del nord assegurant que les seves veus serien escoltades en un museu del país. Va fundar els primers terrenys de powwow associats amb un museu del país. Les celebracions anuals continuaren als Joe Robbie Powwow Gardens. | » |

També va començar a publicar alguns dels materials que havia recollit dels Gros Ventre i la seva cultura i idioma.
El 1994 Horse Capture fou seleccionat com a subdirector adjunt de Recursos Culturals del Museu Nacional dels Indis Americans a la ciutat de Nova York. Va treballar en el NMAI durant deu anys, ajudant a desenvolupar el nou museu que es construirà al Mall de Washington, DC. Va exercir com a Conseller Principal del director. Es va retirar en 2004. "Ell era decidit a fer-lo un museu per als pobles amerindis, no sols sobre ells." El 2005 va organitzar una conferència a la Universitat de Great Falls, «American Indian Nations: Yesterday, Today and Tomorrow».

## Vida personal
Es va casar amb Kay-Karol, la seva tercera esposa. Havia tingut fills de matrimonis anteriors. Aquests són: George Jr., Joseph, Daylight, i Peter.
Horse Capture va morir el 16 d'abril de 2013 d'insuficiència renal a la seva llar a Great Falls (Montana), per complicacions amb la diabetis i insuficiència cardíaca congestiva. Va ser enterrat al Cementiri de l'Agència Fort Belknap. Li sobrevisqueren la seva esposa, KayKarol Horse Capture, i els quatre fills, George Jr., Joseph, Daylight i Peter. Els seus nombrosos nets i rebesnets el coneixien com a «Grandpa Braids».

## Obres
Va publicar entre d'altres: The Seven Visions of Bull Lodge (1980/1996), que va editar i anotar. An American Indian Perspective, I'd Rather Be Powwowing, i Indian Country. Endemés, va desenvolupar el Tribal Archive Project, "una base de dades que inclou informació de recursos de museus d'arreu del món sobre els A'aninin."